# François Huber

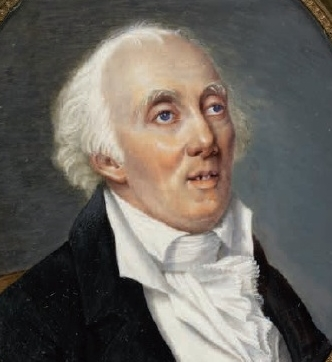
François Huber

François Huber (2 de julio de 1750 - 22 de diciembre de 1831) fue un naturalista suizo.
Vivió en Ginebra. Provenía de una familia que ya había hecho su marca en el mundo literario y científico: su madre, Marie Huber, era conocida como escritora en temas religiosos y teológicos, y como la traductora de El Espectador (Ámsterdam, 3 vols., 1753); y su padre Jean Huber (1721-1786), que sirvió durante muchos años como soldado, era un miembro prominente del corrillo Ferney, y editó un libro titulado Observaciones sobre el vuelo de las aves (Ginebra, 1784).
François Huber sólo tenía quince años cuando empezó a padecer una enfermedad que gradualmente producía la ceguera total; pero, con la ayuda de su esposa, Marie-Aimée Lullin, y de su sirviente, François Burnens, pudo llevar a cabo investigaciones que pusieron las bases de un conocimiento científico de la historia de vida de la abeja de miel. Su libro Nuevas observaciones sobre las abejas, se publicó en Ginebra en 1802 (y se tradujo al inglés en 1806).
Asistió a Jean Senebier en sus Mémoire sur l’influence de l’air, etc., dans la germination (Ginebra, 1800); y también escribió Mémoire sur l’origine de la cire» (Bibliothéque Britannique, tomo 25), Lettre a M. Pictet sur certains dangers que courent les abeilles (Bibliothéque Britannique, tomo 27), y Nouvelles observations relatives au sphinx Atropos (Bibliothéque Britannique, tomo 27).
Augustin Pyrame de Candolle, otro naturalista suizo, nombró en su homenaje al Huberia burma, un género de árboles que describió en Brasil.
François Huber murió en Lausana el 22 de diciembre de 1831.

## Colmena Huber
Se trata de una colmena de cuadros móviles tipo acordeón. Las colmenas de cuadros móviles permiten que los apicultores funden nuevas colonias fácilmente dividiendo una colmena. También permiten que los apicultores examinen la sanidad de colonias, encuentren la reina, e incluso cosechan los cuadros de miel sin destruir el nido de cría. Las abejas en colonias de cuadros móviles son menos agredidas que las de panales fijos, así los apicultores recibieron menos picaduras. Muchas invenciones de colmena de cuadros móviles utilizaron marcos para que las abejas puedan construir sus panales adentro. La colmena de hoja, inventada en Suiza en 1789 por Francis Huber, era una colmena completamente marco móvil. Los panales en esta colmena eran examinados como las páginas en un libro. E. R. Root acredita a Huber como inventor de la primera colmena de marco móvil.
El comandante cubano Huber Matos, fue llamado así en honor a este científico.

## Su obra
- Huber, François: New observations on the natural history of bees. Edinburgo: J. Anderson, 1806.